# Ala.ni
Ala.ni es una cantautora británica, nacida en Londres, hija de padres naturales de la isla de Granada, en las Antillas Menores. 

## Carrera
Nacida en Londres de padres originarios de Granada, comenzó su carrera musical como corista de Andrea Bocelli, Mary J. Blige, Blur y Damon Albarn. Es alentada por este último para embarcarse en una carrera en solitario,. 
En 2015, se dará a conocer en la etiqueta No Format! con el EP You & I Spring EP, el primero de una serie de cuatro EP (uno para cada estación del año), seguido por You & I Summer EP , en julio, You & I Autumn EP en septiembre, y You & I Winter EP en diciembre. Ese mismo año, fue invitada de France Inter para dos conciertos: el concierto Disquaire Day y, a continuación, la Fiesta de música.
El 8 de enero de 2016, lanzó su primer álbum You & I en el que participa Andrew Hale (Sade). Los temas mezclan las baladas con toques de soul contemporáneo. Incluye arreglos de trompeta en “Roses & Wine” y melodías logradas como en “Ol’ Fashioned Kiss”. Pero destaca sobre todo su voz, especialmente en el título que abre el disco, la hermosa "Cherry Blossom".
Su estilo es una combinación de la música de Broadway, Judy Garland, sobre todo y Billie Holiday·. Admite influencias de Julie Andrews y de Joni Mitchell. 
Cantó dos temas de la banda sonora de la película The Bookshop dirigida por Isabel Coixet, compuestos por Alfonso de Vilallonga.

## Discografía

### Álbum
You & I. 2016 : 
1. Cherry Blossom - 2:58
2. Woo Woo - 0:40
3. Ol' Fashioned Kiss - 2:52
4. Come to Me - 1:45
5. Suddenly - 3:14
6. One Heart - 2:29
7. Roses & Wine - 2:43
8. Planet to Your Sun - 0:59
9. Darkness at Noon - 3:51
10. I'll Remember - 2:18
11. To The River - 2:39
12. Circle - 3:14

Bonus :
1. Not Coming Home - 2:54
2. Paris Theme (Memories Of You) - 3:34
3. Wichita Lineman - 3:35
4. Cherry Blossom (Moors Remix) - 2:13
5. Ol' Fashioned Kiss (Vendredi Remix) - 3:30
6. Suddenly (Chester Watson Remix) - 2:16
7. One Heart (XYWHY Remix) - 4:21

### EP
You & I Spring EP. 2015:
1. « Cherry Blossom » - 2:58
2. « Woo Woo » - 0:40
3. « Ol' Fashioned Kiss » - 2:52
4. « Cherry Blossom (Moors Remix) » - 2:15
5. « Ol' Fashioned Kiss (Vendredi Remix) » - 3:30

You & I Summer EP. 2015:
1. « Come to Me » - 1:45
2. « Suddenly » - 3:14
3. « One Heart » - 2:29

You & I Autumn EP. 2015: 
1. Roses & Wine - 2:43
2. Planet to Your Sun - 0:59
3. Darkness at Noon - 3:51

You & I Winter EP. 2015 : 
1. I'll Remember - 2:18
2. To The River - 2:39
3. Circle - 3:14